# Antonio de Biedma
Antonio de Biedma fue una localidad rural argentina del departamento Deseado en la provincia de Santa Cruz. Aunque no hay registro de que haya detentado un centro poblacional con forma de pueblo, las estancias que rodean la zona de la estación conformaron un tipo de localidad con población rural dispersa.

## Toponimia
El nombre de la localidad fue tomado de su estación, cuyo nombre recuerda al explorador Antonio de Biedma, nacido en Jaén, España, que en 1780 recorrió los pueblos de la zona patagónica. También, se le intentó imponer el nombre «Pengüin» en homenaje a un ave característica de la región. Sin embargo, esto no prosperó y se decantó por el actual. La denominación Antonio de Biedma se impuso en forma definitiva el 8 de octubre de 1914 por un decreto presidencial dictado en reemplazo de la progresión kilométrica que hasta ese tiempo imperaba. Con el correr de los años, la localidad y su estación fueron llamadas A.de Biedma por algunos itinerarios ferroviarios; siendo posible una simplificación hacia Biedma como sucede en otras localidades cercanas que truncan de modo coloquial sus nombres compuestos en favor de uno de ellos como Caleta (Olivia), Comodoro (Rivadavia) o Deseado (Puerto).

## Historia
La localidad comenzó su vida gracias a la instalación de estación Antonio de Biedma del Ferrocarril Puerto Deseado a Colonia Las Heras el 7 de octubre de 1914. La estación fue emplazada en el kilómetro 61.2 y pensada inicialmente como de segunda clase. No obstante, su uso se tornó superior a esa categoría ya que desempeñaba todos servicios de pasajeros, cargas, encomiendas y hacienda. En el informe de 1958 asegura que era una de las pocas estaciones de este tipo con infraestructura para hacienda que aun ofrecía este servicio. Para sus tareas se valía de: apartadero 653 m, desvíos de 666 m, rampa de costado, estanque Piggott 49 m³ y caseta caminero. Además, Antonio de Biedma contaba con agua relativamente al alcance por tener la capa freática a 16,8 m.
Por otro lado, el 11 de julio de 1921, por decreto de carácter general, el Poder Ejecutivo Nacional a cargo de Hipólito Hirigoyen  dispuso que la Dirección de Tierras del Ministerio de Agricultura, previera reservas para la formación de pueblos en los Territorios Nacionales. Específicamente, en el norte de la Provincia de Santa Cruz. De este gran número de nuevas localidades se decretó el nacimiento formal de Antonio de Biedma, que según el censo de Territorios Nacionales de 1920 vivían en los alrededores de la localidad unas 30 personas. El mismo decreto de creación del poblado de Antonio de Biedma y los restantes pueblos que debían crearse en los alrededores de las estaciones. De este modo, se autorizó el trazado de estos pueblos hecho en cada caso sobre una superficie de 2.000 has., siempre que pueda destinarse de esas tierras a la agricultura y reservas para descanso de haciendas.
Aunque formalmente se declararon 30 habitantes no se especificó si los mismos estaban en torno a la estación o eran la sumatoria de estancias en los alrededores. La importancia poblacional hizo que se creara en el sitio estafeta postal habilitada el 13 de septiembre de 1928, la cual fue clausurada el 8 de agosto de 1930. La rápida decadencia de la zona fue confirmada por la Guía de Correos y Telégrafos de 1934 que omite a esta localidad y solo nombra algunas poblaciones en el ramal de más de 100 habitantes. Como resultado, queda más que claro que la estafeta ya no existía más para 1934 y que la localidad estaba prácticamente con poco remante poblacional.
Un informe de 1951 confeccionado por la ex Gobernación Militar de Comodoro Rivadavia detalló las estaciones - localidades más importantes del ferrocarril y Antonio de Biedma fue mencionada a pesar de solo presentar una estación sin poblado. Las razones de encontrar a la localidad - estación en esta lista puede estar dada porque se mantenía algo de población importante zona rural de sus inmediaciones o porque su estación mantenía movimientos respetables aun.

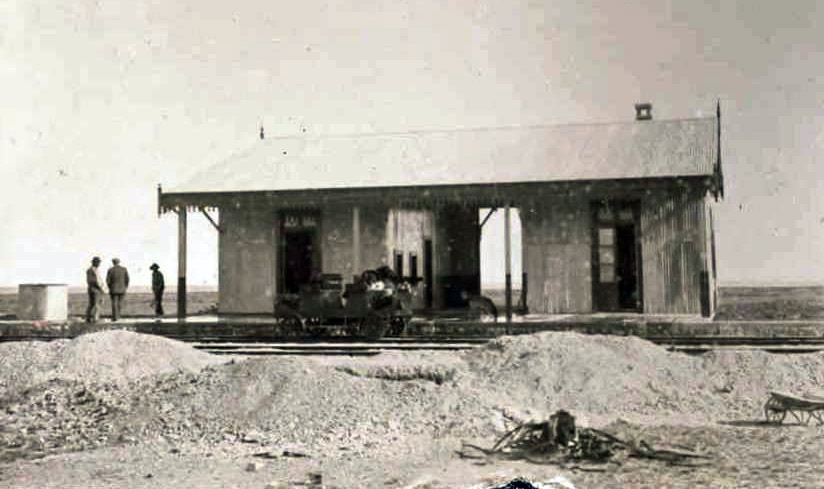
La estación homónima en construcción a principios del siglo pasado.

El acentuado declive se terminó confirmado en el informe del Ferrocarril Patagónico efectuado en 1957. El mismo enumera las localidades significativas de todo el Ferrocarril de Puerto Deseado a Las Heras. La lista solo menciona con detalle las cifras poblacionales de Deseado y Las Heras. En tanto, las demás poblaciones intermedias entre ambas punta de rieles fueron clasificadas de escasa población y sumaron entre todas apenas 1500 habitantes.
En guía Kraft 1959 (con datos año anterior), menciona al jefe de la estación Luis Gómez como encargado de la correspondencia; quizás se refería al hecho de recibir y enviar cartas como colaboración. Esto se debió a que la estafeta ya no existía más.
Uno de los últimos registros de la localidad-estación se dio en un mapa del instituto geográfico militar de los años 1960. En este documento se escribió su nombre con tinta negrita lo que indicaba importancia para el ferrocarril o cantidad poblacional relevante. El mapa histórico permite ver la otra de las razones de esta notoria importancia: Antonio de Biedma se situaba en el cruce de la ruta nacional 281 y la provincial 66. Esto le aseguró recibir producción del sur de la provincia y a viajeros.Posiblemente, de esta inusitada importancia quizás deviene de que Antonio de Biedma era una de las pocas estaciones de segunda clase. 

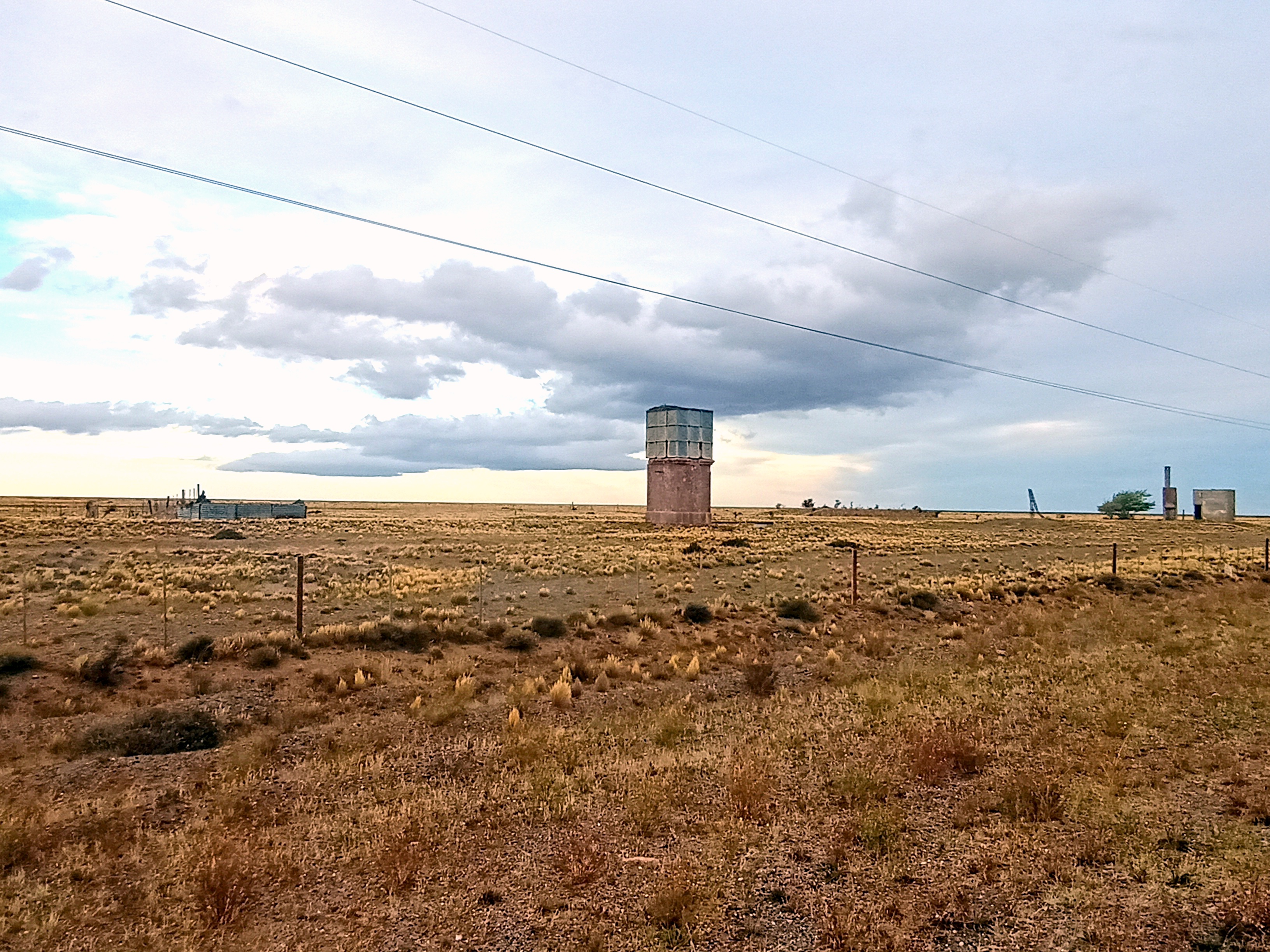
Gran parte de las instalaciones totales que tuvo la estación.

El tren finalizó sus operaciones en julio de 1978, lo que acentuó el éxodo de la poca población que aun prevalecía.Su rápido despoblamiento en parte es explicado la languidez del funcionamiento del ferrocarril que en un principio se enlazaba con las estancias mediante pesadas chatas que acarreaban la producción a las estaciones más cercanas. Luego estas fueron reemplazadas por el camión que se desplazaba desde las estancias directamente hasta el puerto.
Ya para inicios de los años 1990 solo se podía encontrar en pie el andén de la estación. Siendo su falta de población, en torno a la estación, el principal motivo de su depredación. Hoy en día se encuentra totalmente destruida por obra del vandalismo sin control y el feroz clima patagónico. Sólo quedan en pie las paredes de la casa del jefe de estación y es posible observar las trazas del andén.
Luego del cierre del ferrocarril, Antonio de Biedma y su entorno rural no volvieron a ser aludidas por censos y medios de comunicación. De este modo, la memoria de la localidad pronto se perdió en forma definitiva aunque mantenga leve o nula población rural en sus inmediaciones. No obstante, algunos mapas aun recogen el nombre de la población como es el caso de Google Maps.
El 8 de julio de 2008, en un acto realizado en la Casa Rosada por Cristina Fernández de Kirchner, la Secretaría de Transporte, a cargo de Ricardo Jaime y dependiente del Ministerio de Planificación de Julio De Vido, adjudicó el reacondicionamiento y rehabilitación del tren patagónico.No obstante, Antonio de Biedma no fue incluida en la lista de los puntos a rehabilitar. A pesar de esto, si fue nombrada en el mapa del proyecto que presenta el trazado ferroviarios y las estaciones más importantes.Tras la gran suma invertida por el estado y la inauguración en 2015 de las obras por parte del gobierno peronista, el ferrocarril no volvió a funcionar y gobierno fue acusado de un perjuicio de $92.000.000 de obra pública malversada.

 En octubre de 2024 el gobernador Claudio Vidal anticipó que trabaja en el proyecto de recuperación del ferrocarril. El político aseguró que el tren cubriría los 285 kilómetros de recorrido y volvería a pasar por las estaciones Las Heras, Piedra Clavada, Koluel Kayke, Pico Truncado, Minerales, Fitz Roy, Jaramillo, Tellier y Puerto Deseado. A pesar de no ser mencionada Antonio de Biedma entre las estaciones a rehabilitar; si fue nombrada en el mapa del proyecto que presenta el trazado ferroviarios y las estaciones más importantes.

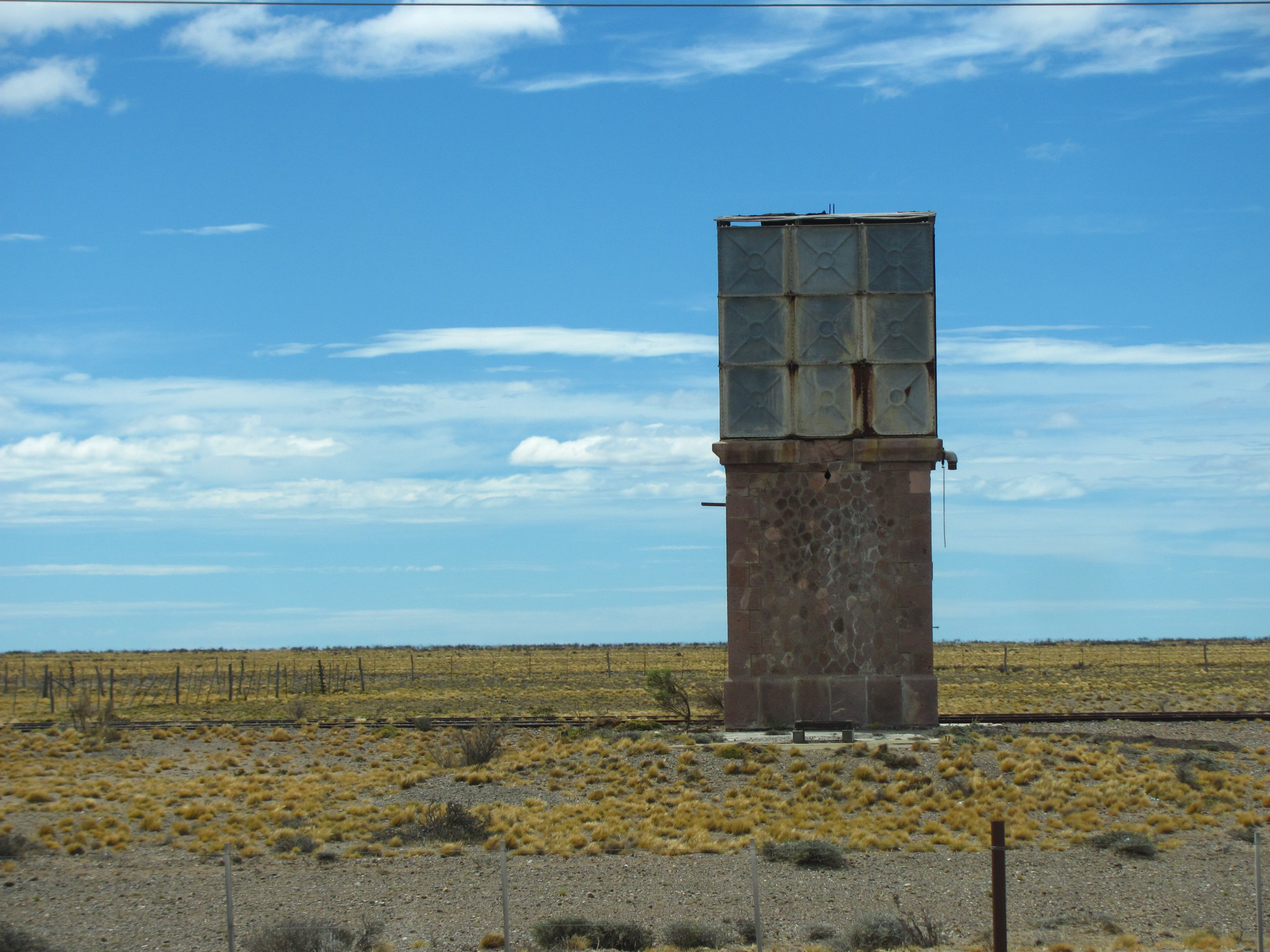
Detalle de la torre de agua y la zona rural que la rodea.
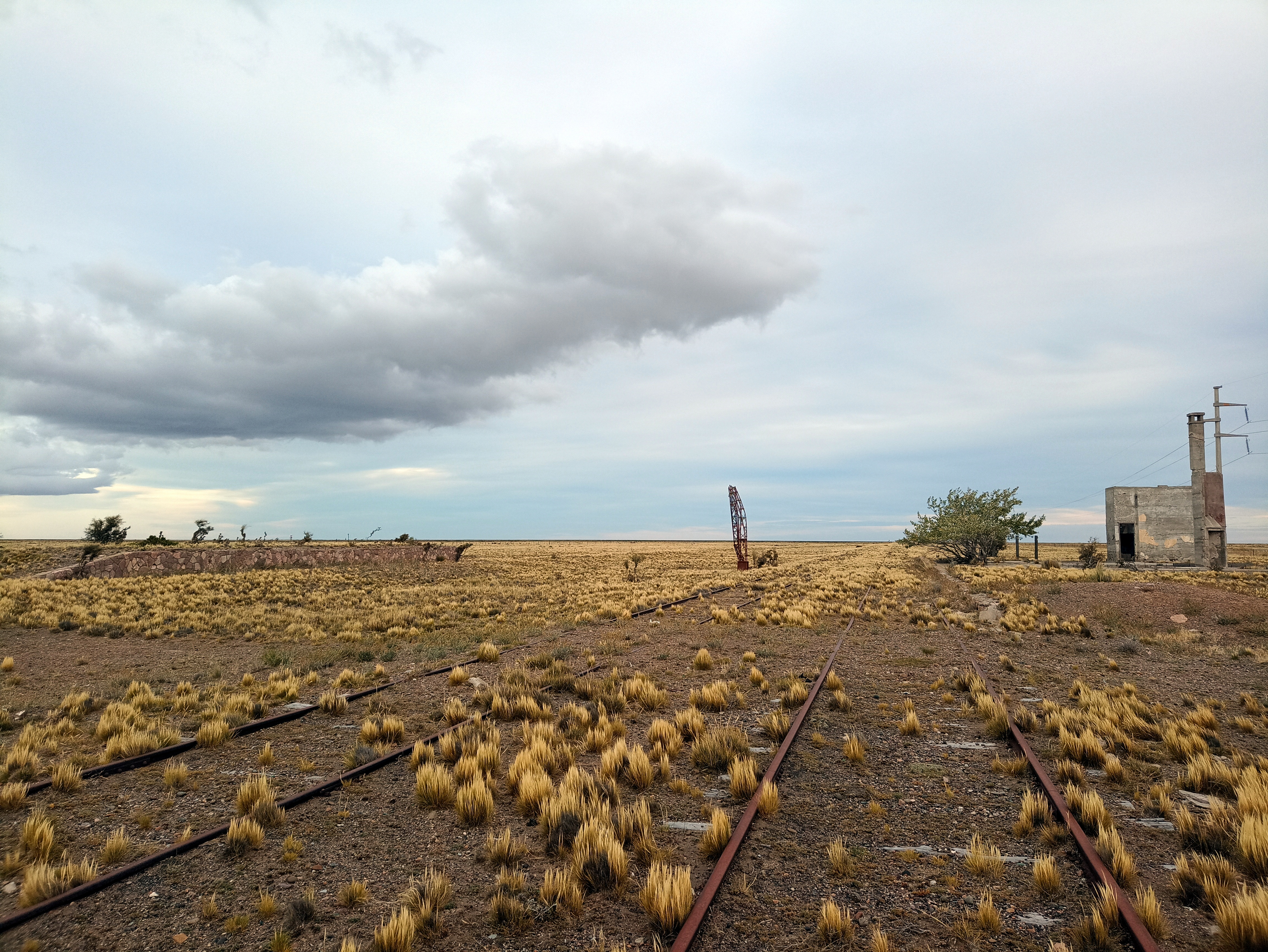
Instalaciones en ruinas de lo que fue la estación Antonio de Biedma.